# Lu Ning
Lu Ning (Jilin, 1 januari 1994) is een Chinees professioneel snookerspeler.

## Carrière
Van 2014 tot 2016 had Ning een tourkaart, nadat hij het Onder-21 kampioenschap had gewonnen. In 2018 won hij zijn tourkaart terug via de Q-school. Op de Gibraltar open van 2019 bereikte Ning de halve finale waar hij verloor van Ryan Day. Even daarvoor bereikte hij een kwartfinale op de Indian Open 2019, nadat hij onder meer Robert Milkins, Yan Bingtao en Stuart Bingham verslagen had. Hij verloor van Matthew Selt.
In 2020 bereikte Lu Ning weer een halve finale, in het UK Championship, waarin hij verloor van Judd Trump. Hij had onder andere van Ken Doherty (6-4) en Matthew Selt (6-0) gewonnen.
Lu Ning werd in januari 2023 door de mondiale snookerbond WPBSA voor onbepaalde tijd geschorst vanwege vermoedens van matchfixing. Nadat hij schuld bekende, werd zijn schorsing in juni 2023 vastgesteld op vijf jaar en vier maanden.